# Finestra
|  | Per a altres significats, vegeu «Finestra (informàtica)». |

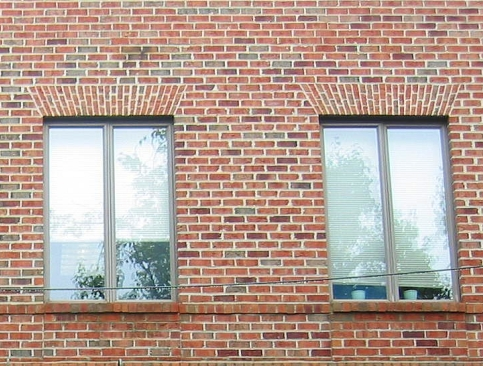
Finestres en un mur

Una finestra és una obertura de forma regular, generalment rectangular, practicada en un mur o paret per a deixar entrar aire i claror dins un edifici i per a poder mirar de dins a fora. Poden estar cobertes amb elements de tancament que permeten controlar la confortabilitat de l'interior.
Les finestres s'usen com a element decoratiu, com a part de les composicions de façana, amb especial creativitat en els finestrals i rosasses en la construcció religiosa de l'època gòtica, o en l'arquitectura contemporània, amb els murs cortina.
Quan són de grans dimensions, com en palaus i esglésies, s'anomenen finestrals.

## Història

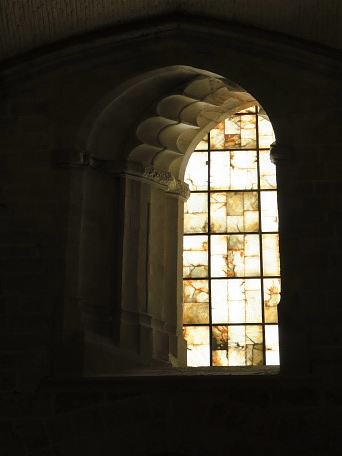
Finestra d'alabastre de la Catedral de València. Noteu el costat esquerre asimètric i inclinat del marc de la paret, que deixa que els raigs del sol arribin al presbiteri.

En el segle xiii, les primeres finestres eren obertures sense vidre en un sostre per deixar entrar la llum durant el dia. Més tard, les finestres estaven cobertes amb pells d'animals, teles o fusta. Les persianes que es podien obrir i tancar vindrien després. Amb el temps, es van construir finestres que protegien els habitants dels elements i transmetien la llum, utilitzant múltiples peces petites de material translúcid, com peces aplanades de banya d'animal translúcid, fines làmines de marbre, per exemple, fengita, o peces de vidre, enfilades en carcasses de fusta, ferro o plom. A l'Orient Llunyà, el paper s'usava per omplir les finestres.
Els romans van ser els primers a utilitzar vidre per a les finestres, una tecnologia que probablement es va produir per primera vegada a l'Egipte romà. Possiblement, a Alexandria van començar a aparèixer finestres de vidre fos l'any 100 dC., encara que amb propietats òptiques deficients, però es tractava de produccions petites i gruixudes, poc més que flascons de vidre bufat (formes cilíndriques) aplanats en làmines amb patrons d'estries circulars a tot arreu. Passaria més d'un mil·lenni abans que el vidre d'una finestra es tornés prou transparent per veure clarament, com pensem ara.
Al llarg dels segles, es van desenvolupar tècniques per tallar a través d'un costat d'un cilindre de vidre bufat i produir vidres de finestra rectangulars més prims a partir de la mateixa quantitat de material de vidre. Això va donar lloc a finestres altes i estretes, generalment separades per un suport vertical anomenat mainell. Les finestres de vidre amb finestres eren les finestres preferides entre els europeus adinerats, mentre que les finestres de paper eren econòmiques i es feien servir àmpliament a l'antiga Xina, Corea i Japó. A Anglaterra, el vidre es va tornar comú a les finestres de les cases comunes només a principis del segle xx, mentre que les finestres fetes de panells de banya d'animal aplanat es van usar ja al segle xiv.
Les finestres de pis a sostre d'estil modern es van fer possibles només després que es van perfeccionar els processos industrials de fabricació de vidre a placa. Les finestres modernes solen estar plenes de vidre, encara que algunes són de plàstic transparent.

## Parts de la finestra
La finestra es compon de: 
- Bastiment o Vasa: l'ormeig que va fixat a una paret, seguint el contorn d'una obertura, i en el qual s'encaixa la fulla.[4]
- Fulla: és la part principal de la finestra, i pot ser fixa o mòbil. La fulla encaixa amb el marc mitjançant galzes que permeten la seva estanquitat.[5]
- Llinda: és la part superior de la finestra, que serveix d'element de suport del parament vertical sobre aquesta, i permet la continuïtat de la transmissió de les càrregues.[6]
- Lleixa: és el tancament inferior, que dona continuïtat al parament vertical.[7]
- Va o tou: l'obertura entre l'interior i l'exterior.[8]

També poden disposar de:
- Ampit: secció plana situada a la part inferior i de la banda exterior aprofitant l'amplada del mur –a voltes ultrapassant-la– que serveix per a recolzar-se o posar-hi quelcom.
- Festejador: seients disposats a cada cantó de la finestra per la seva banda interior, destinats a utilitzar-se per a xerrar o fer feines que han menester de llum.

## Materials
Cada un dels elements parcials de la finestra pot estar fet de materials diferents a la resta.
El bastiment pot estar fet en fusta, alumini o xapa d'acer, en canvi, tant marc com fulla poden ser en fusta, metall (alumini o acer), o PVC, i els panells de tancament, en vidre o fusta.

## Tipus de finestra

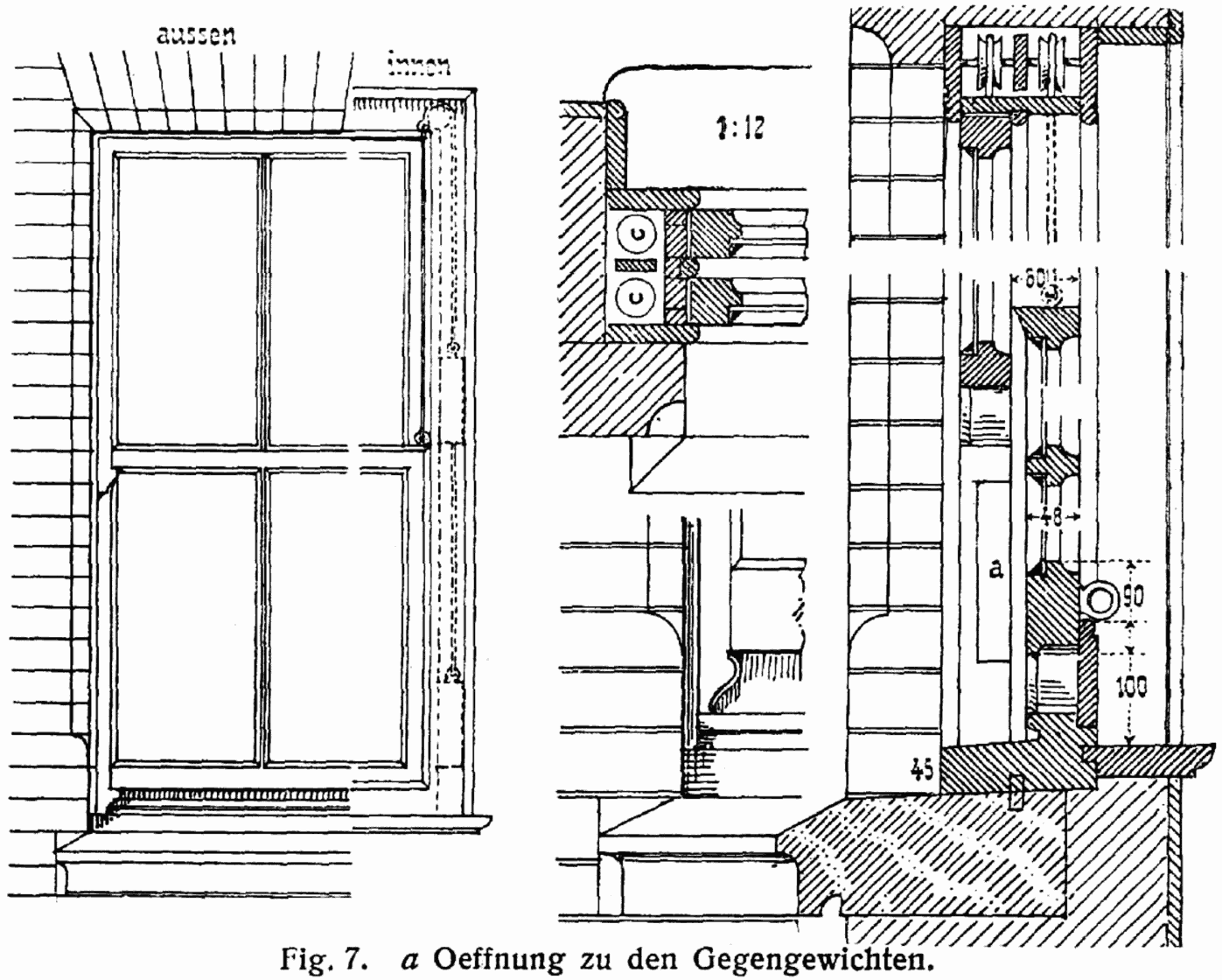
Esquema extret del Lexikon der gesamten Technik (Diccionari de tecnologia del 1904)

### Segons el moviment possible de part de la finestra
Es poden classificar en:
- Abatible: amb un o dos eixos de rotació en les cares perimetrals, mitjançant frontisses.
- De batent lliscant: en ella les fulles llisquen sobre un eix, vertical (de guillotina) o horitzontal (corredissa).
- D'eix lliscant: amb diverses fulles que giren sobre un eix, vertical o horitzontal, que a la vegada es pot desplaçar sobre un segon eix, de manera que es permet plegar la fulla en un extrem.
- Fixa: on la finestra no té cap moviment possible.
- Gelosia: amb diverses fulles, cada una amb un eix de rotació no perimetral.
- Giratòria: d'una sola fulla amb un eix de rotació no perimetral, que pot ser vertical o horitzontal.

### Segons les seves característiques
- Arquivoltada: la que té l'arc superior sobremuntat per una successió de motllures que, sovint, són sustentades per sengles columnetes adossades als brancals.
- Bífora: amb dos vans, normalment dividits per una columna central anomenada mainell.

- Coronella: finestra dividida en dues meitats o en tres parts per una o dues columnetes.[9]

- Cantonera: La col·locada en la intersecció de dos murs.
- Galeria: successió de finestres sense solució de continuïtat.
- Gelosia: la que té el va cobert per un enreixat –fet amb diversos materials, potser el més comú són els llistons de fusta– o per pedra o ceràmica calada; s'utilitza com a filtre per a la llum i les mirades des de l'exterior.
- Creuada: la que té el va dividit, en horitzontal i vertical, per dues bandes (de vegades més), normalment seguint l'estil del marc i amb el mateix material.
- Geminada: amb obertura doble, generalment per tenir una columna central.
- Ull de bou: la que presenta el va en forma arrodonida.

### Segons el seu estil
- Gòtica
- Manuelina
- Mudèjar
- Neogòtica
- Preromànica
- Renaixentista
- Romana
- Romànica

## Funcionalitat

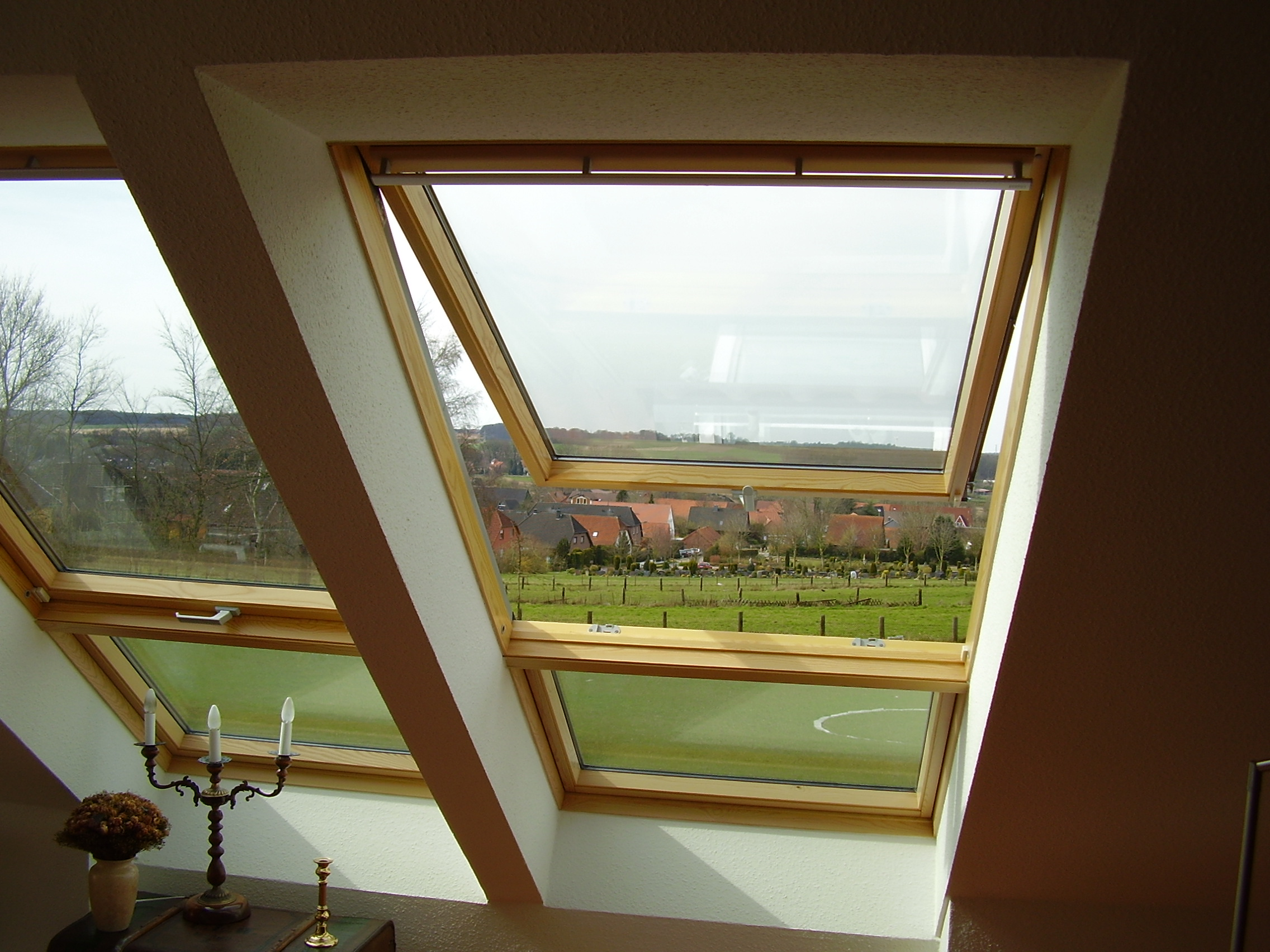
Finestra basculant

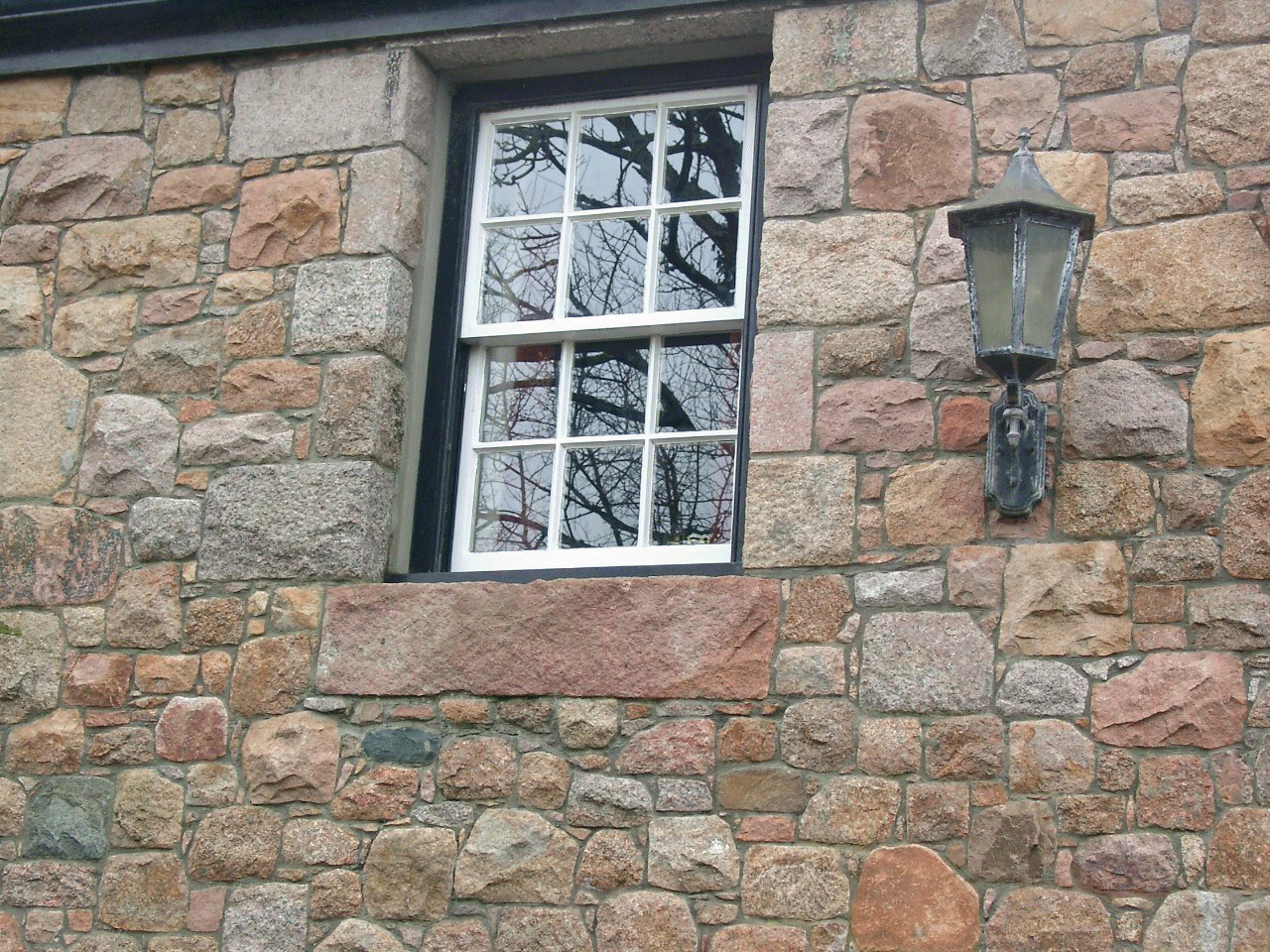
Finestra de guillotina

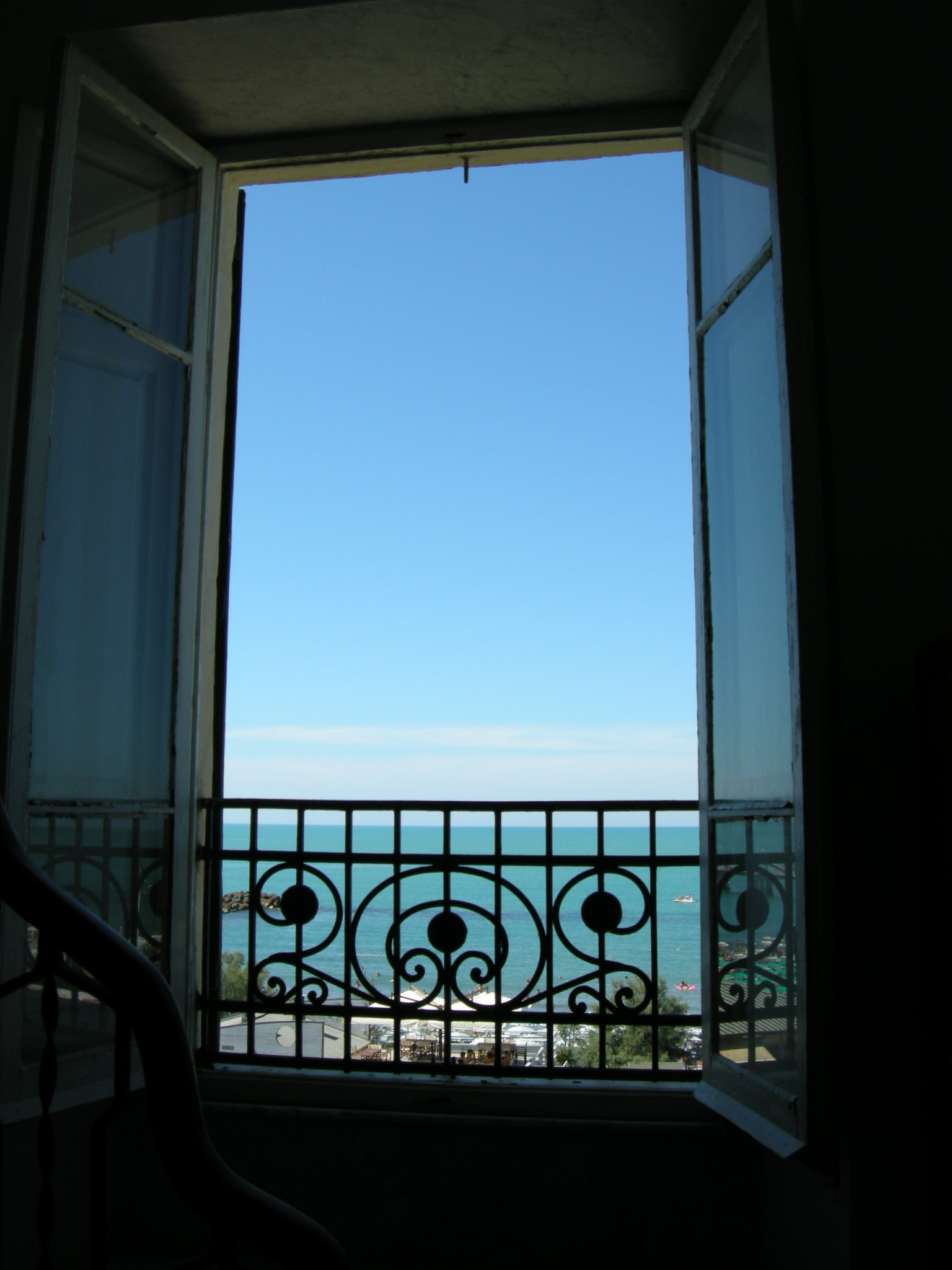
Finestra batent d'obertura interior

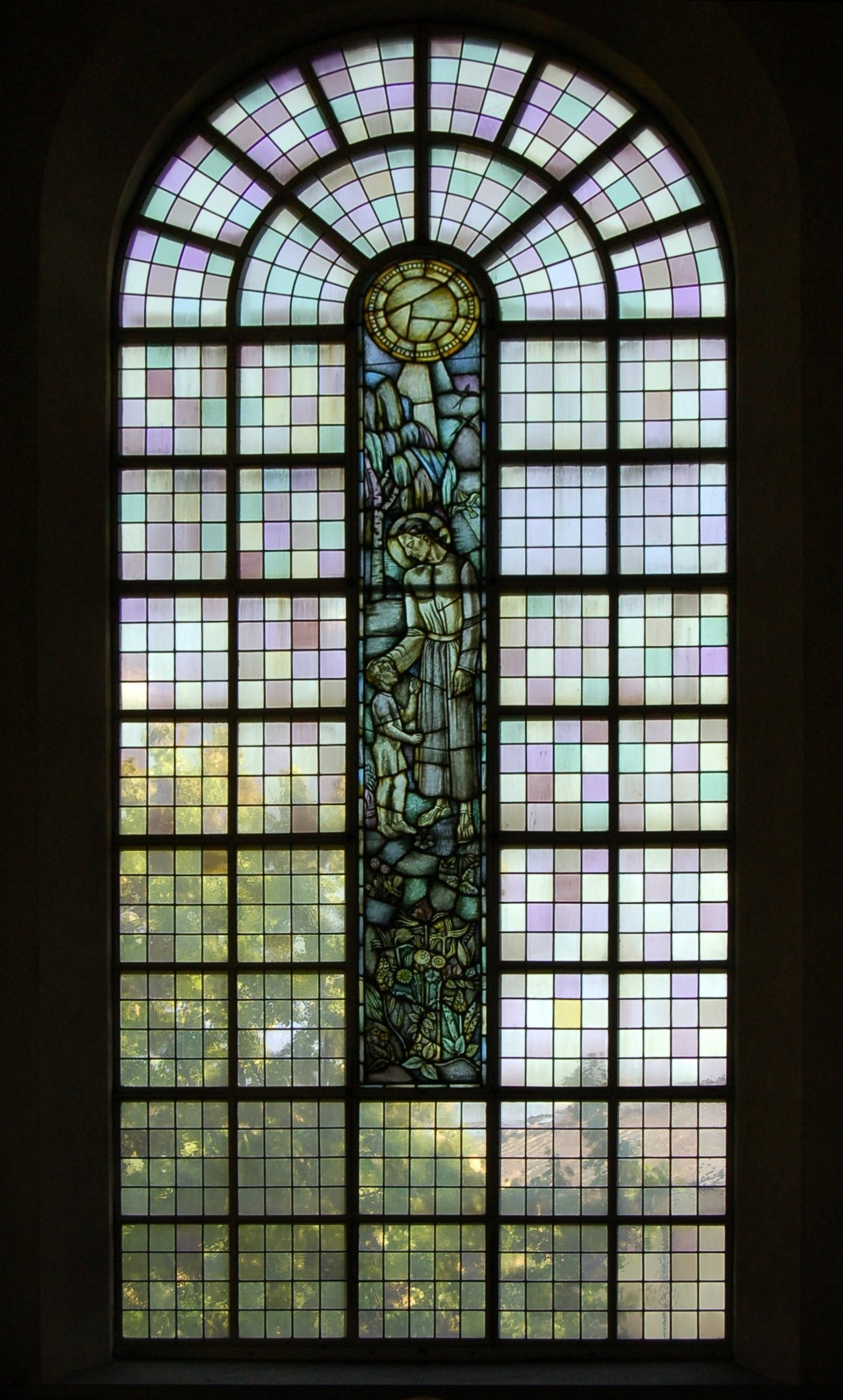
Finestra fixa

Una de les principals missions que compleix una finestra és la de ventilació, permetent-hi la comunicació de l'interior de l'estada amb l'exterior. És evident que, tractant-se d'un recinte habitable, l'exposició a l'ambient extern no pot ser permanent per raons climatològiques, per això cal disposar d'un sistema de tancament eficaç. No obstant això, els fulls de la finestra que serveixen de tancament no han d'impedir un altre dels aspectes funcionals d'aquesta: la il·luminació. Per permetre el pas de la llum a través seu les fulles han de ser envidrades. Encara que abans del segle xx existien alguns desavantatges, com poden ser l'excessiu assolellament interior o la mateixa il·luminació en circumstàncies no desitjades i la reducció d'aïllament tèrmic, ateses les prestacions del vidre aïllant a principis del segle xxi, es pot considerar que aquests inconvenients han estat resolts.
Per pal·liar aquests inconvenients, s'han utilitzat accessoris com les persianes, contrafinestres o altres similars, que contribueixen així mateix a la millora de l'aïllament, sens perjudici que, a més, s'utilitzi també vidre aïllant dissenyat especialment per a aquest fi. Finalment, una altra de les funcions que compleix la finestra és la de permetre les vistes a través d'aquesta. És molt comú desitjar veure cap a l'exterior sense que des de fora es pugui veure què hi ha o succeeix dins; únicament és possible aconseguir-ho amb vidres altament reflectors sota unes condicions lumíniques determinades. Tot i que aquestes condicions varien, l'efecte produït pot ser invers al desitjat. Un exemple són els anomenats miralls-espia. Aquests miralls actuen reflectint les imatges a la cara del vidre amb més lluminositat. A la cara amb menys lluminositat, un espectador pot veure a través del vidre què passa a l'altra banda. En canvi, si variem les condicions lumíniques, ambdós costats permeten veure el que hi ha al darrere encara que amb certa dificultat deguda a la reflexió a les dues cares.
Contribueixen també a la funcionalitat les diverses maneres en què poden maniobrar els fulls d'una finestra. Des d'aquest punt de vista, i sense ànim de fer una relació exhaustiva, es cataloga una finestra com:
- Corredera, quan les fulles llisquen amb rodaments sobre guies horitzontals
- Abatible o batent, quan les fulles es recolzen a les vores amb frontisses que serveixen perquè l'eix de moviment estigui en el marc. Pot moure's cap a fora (obertura exterior), cap a dins (obertura interior), en ambdós sentits (de vaivé) o amb les frontisses a la part superior i l'obertura limitada (projectant).
- De guillotina, si ho fan sobre guies verticals i el full puja o baixa. Aquest tipus de finestra es considera perillosa i no s'ha d'instal·lar, ja que es poden produir accidents mortals.
- Basculant o pivotant, quan giren al voltant d'un eix horitzontal o vertical, al centre dels marcs.
- Oscil·ló-batent, quan la seva ferramenta ferramenta permet indistintament el moviment basculant sobre un eix inferior o el batent.
- Oscil·ló-paral·lela, quan les seves ferramentes permeten indistintament el moviment basculant sobre un eix inferior o el que la fulla principal llisqui com una fulla corredissa.
- Fixa, quan les fulles no es poden moure.

## Ús a l'edificació
L'ús de la finestra als edificis ha estat i és generalitzat, encara que el seu grau d'utilització en un mateix edifici pot oscil·lar tant com entre el no-res i la totalitat. Alguns tipus d'edificis, per raons d'insonorització (teatres d'òpera, sales de concerts...), o bé de focalització de l'atenció (sales d'espectacles), o per aconseguir interioritzar l'activitat que s'hi desenvolupa (grans magatzems), no tenen cap finestra. Això és possible, entre altres raons, pels sistemes actuals de condicionament d'aire que el tracten tèrmicament i higiènicament.
Per contra, en edificis d'oficines, per exemple, és habitual que tota la façana es converteixi en una pura finestra mitjançant la utilització de murs cortina o altres sistemes d'envidrament integral. Pel cas dels habitatges, la dotació de finestres a les peces habitables és obligada per disposició legal. Els reglaments d'habitabilitat solen imposar no només el seu ús sinó també les seves dimensions mínimes, exigint comunament que la seva superfície no sigui inferior a un dècim de la de l'estada a què presten servei.

## Mostres

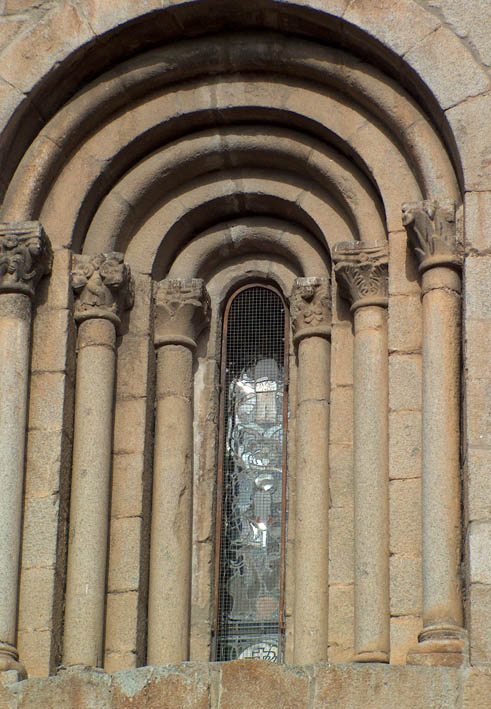
Finestra "arquivoltada"
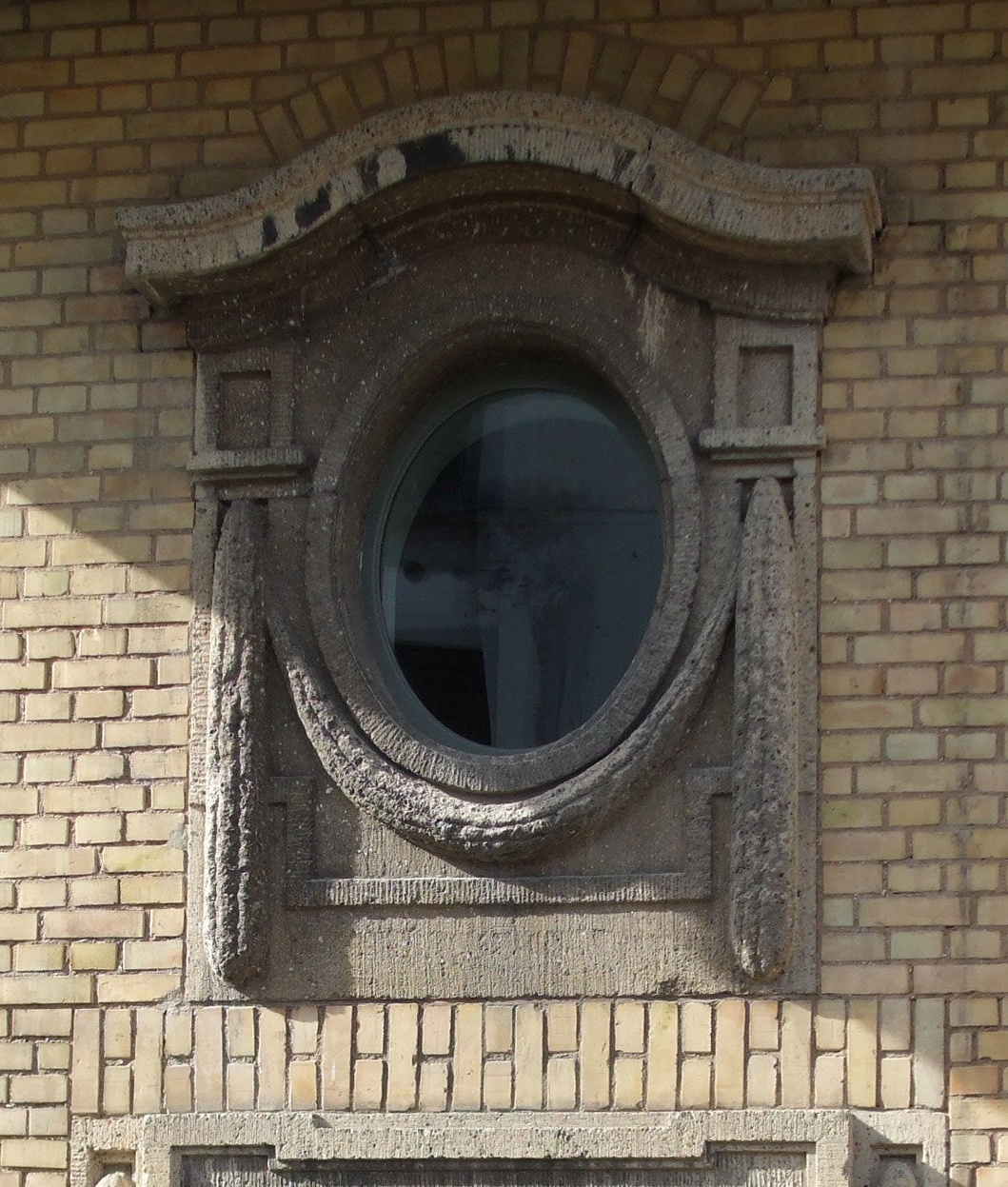
Ull de bou en una finestra art déco
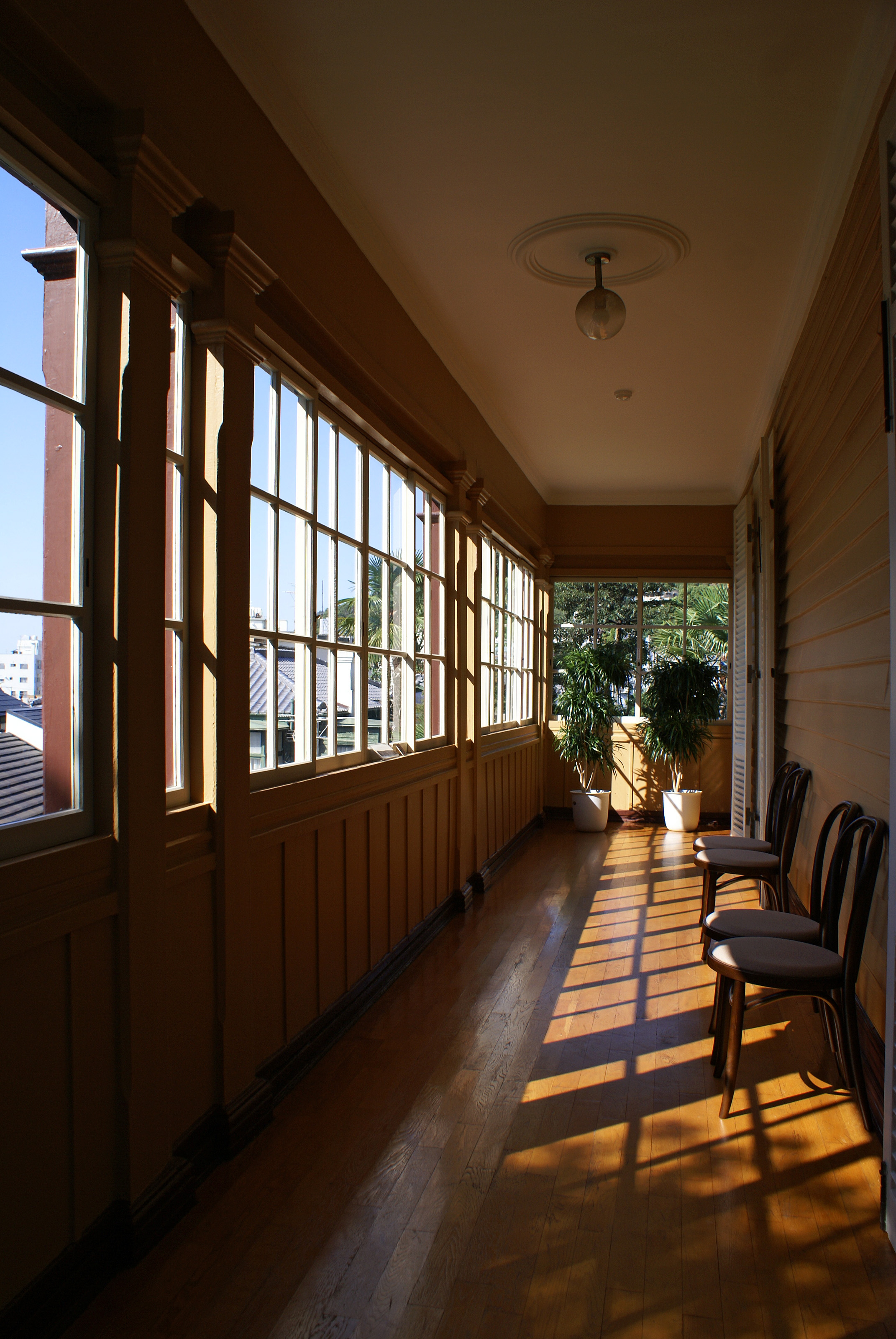
Galeria en una casa de Kobe (Japó)
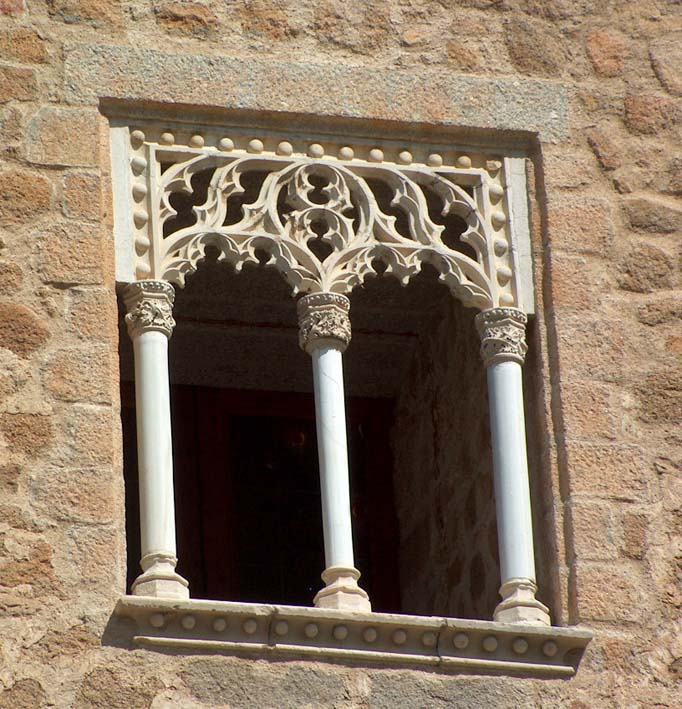
Finestra gòtica amb pedra calada
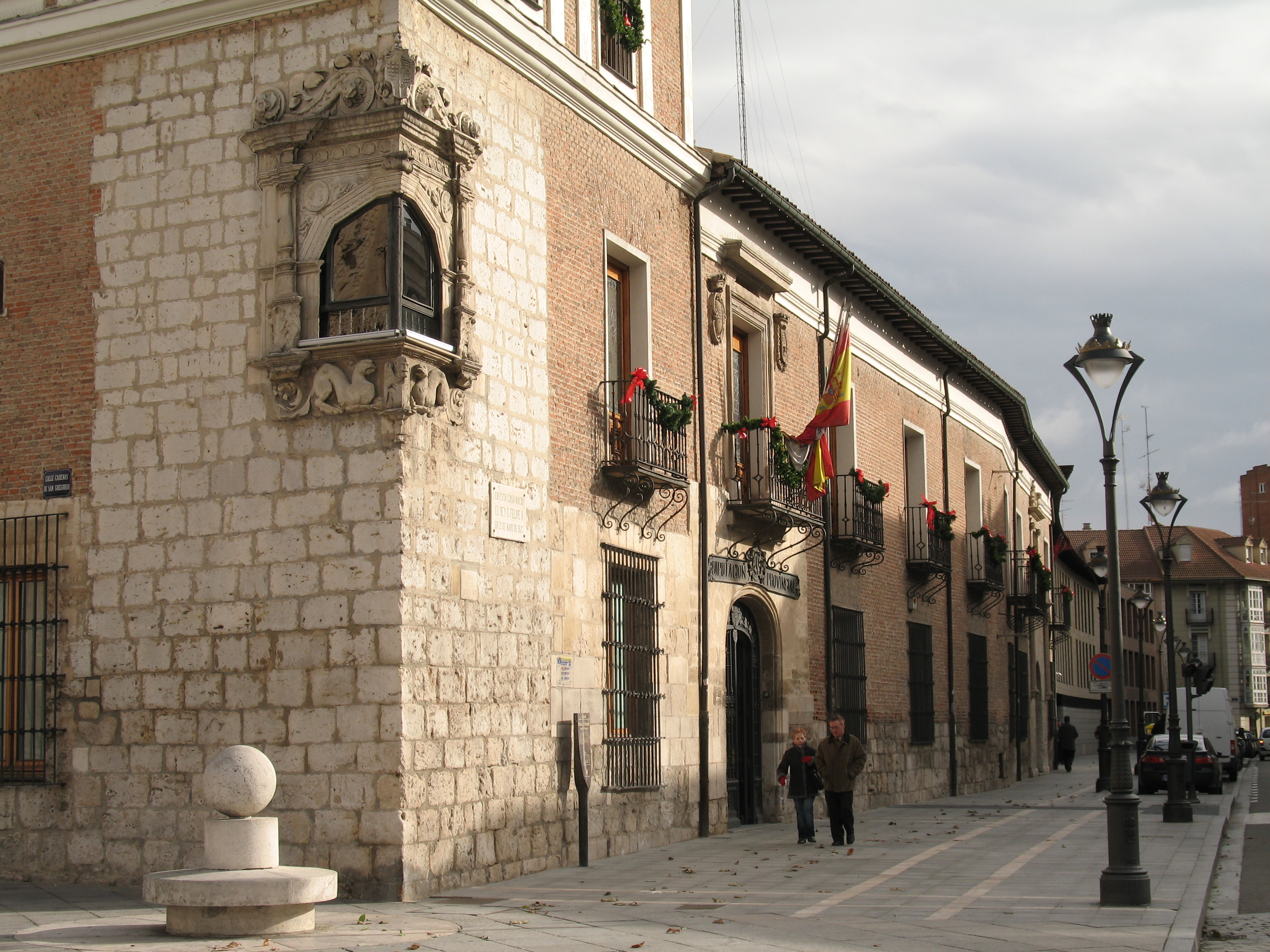
Finestra cantonera
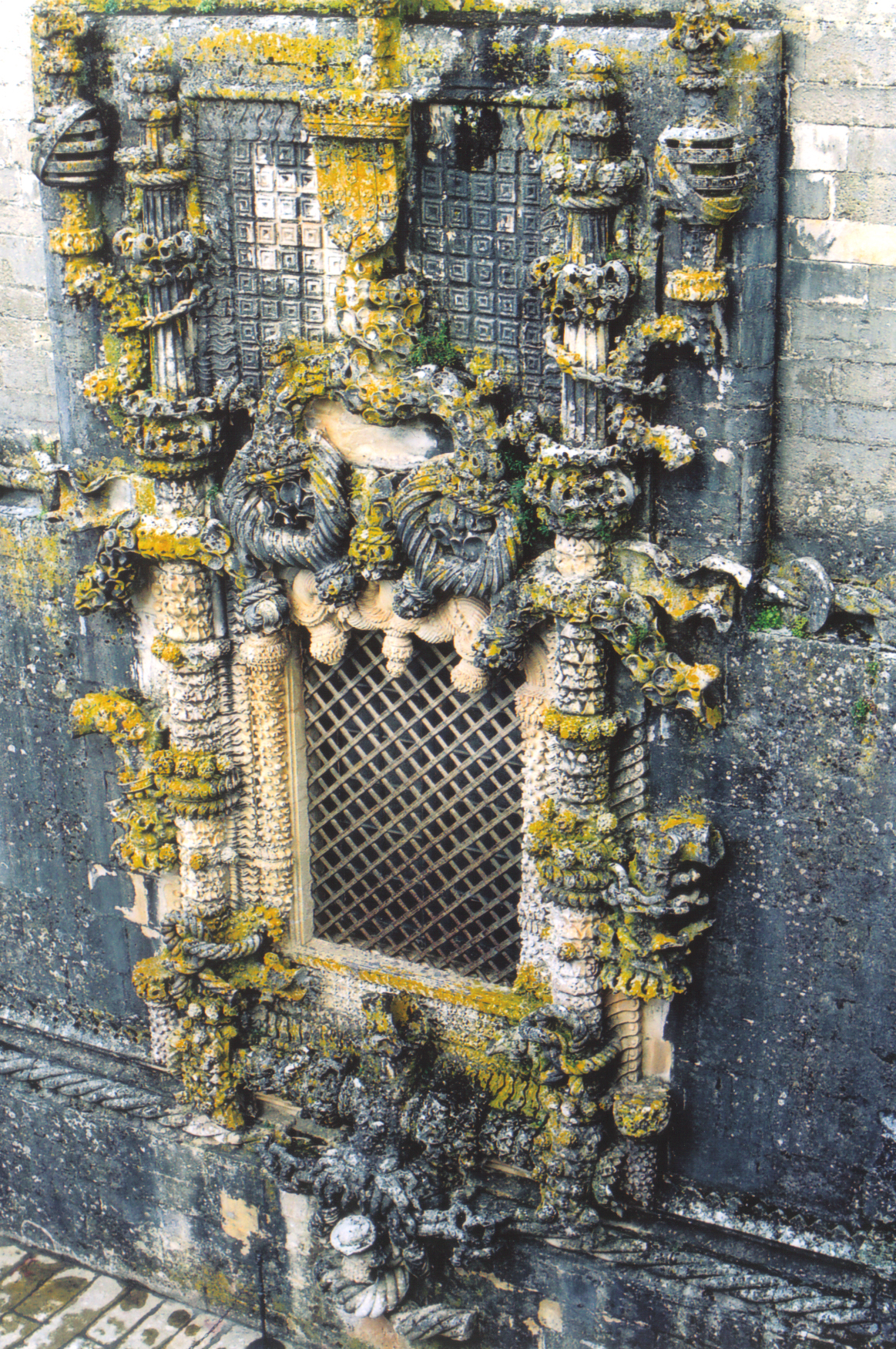
Finestra manuelina al Convento de Cristo, Tomar (Portugal)
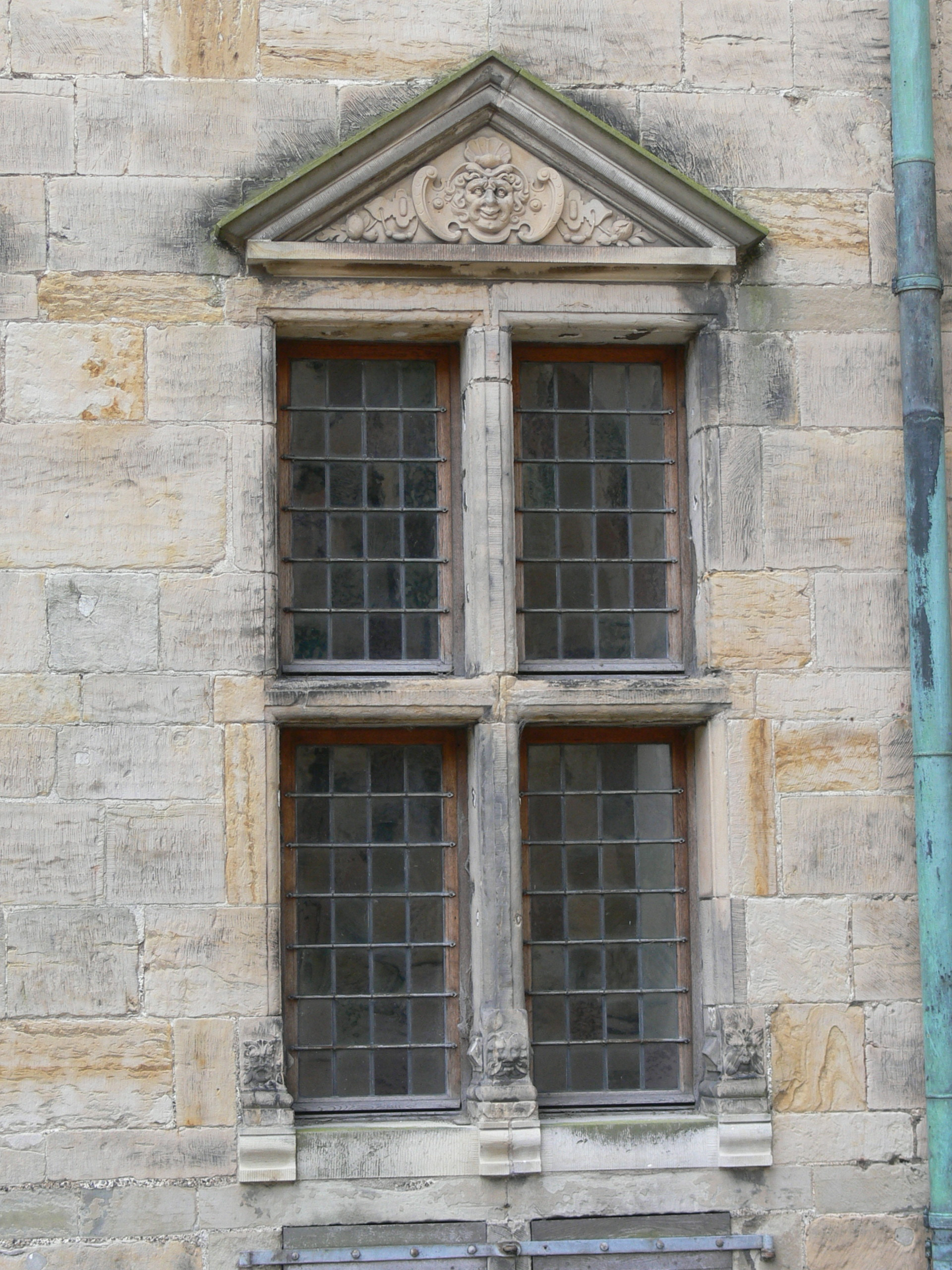
Finestra creuada renaixentista al castell Kronborg (Dinamarca)
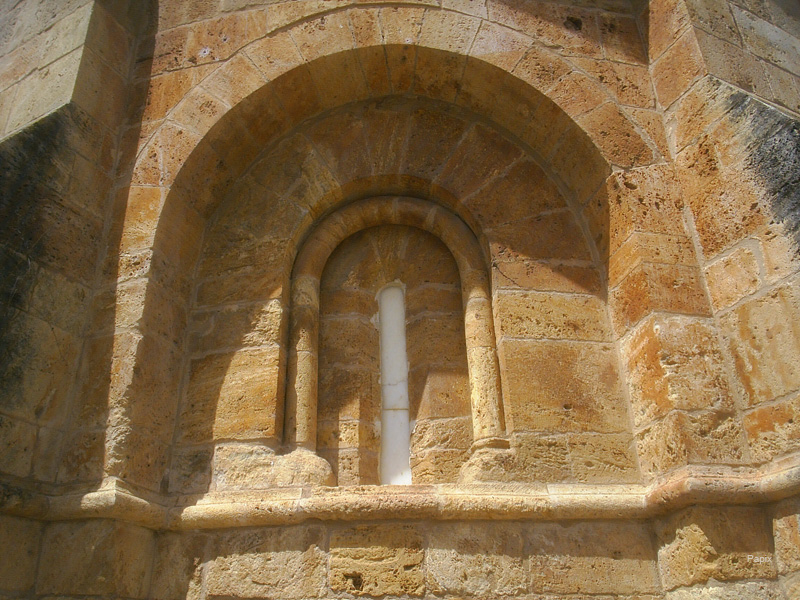
Finestra romànica al monestir de Fitero (Navarra)
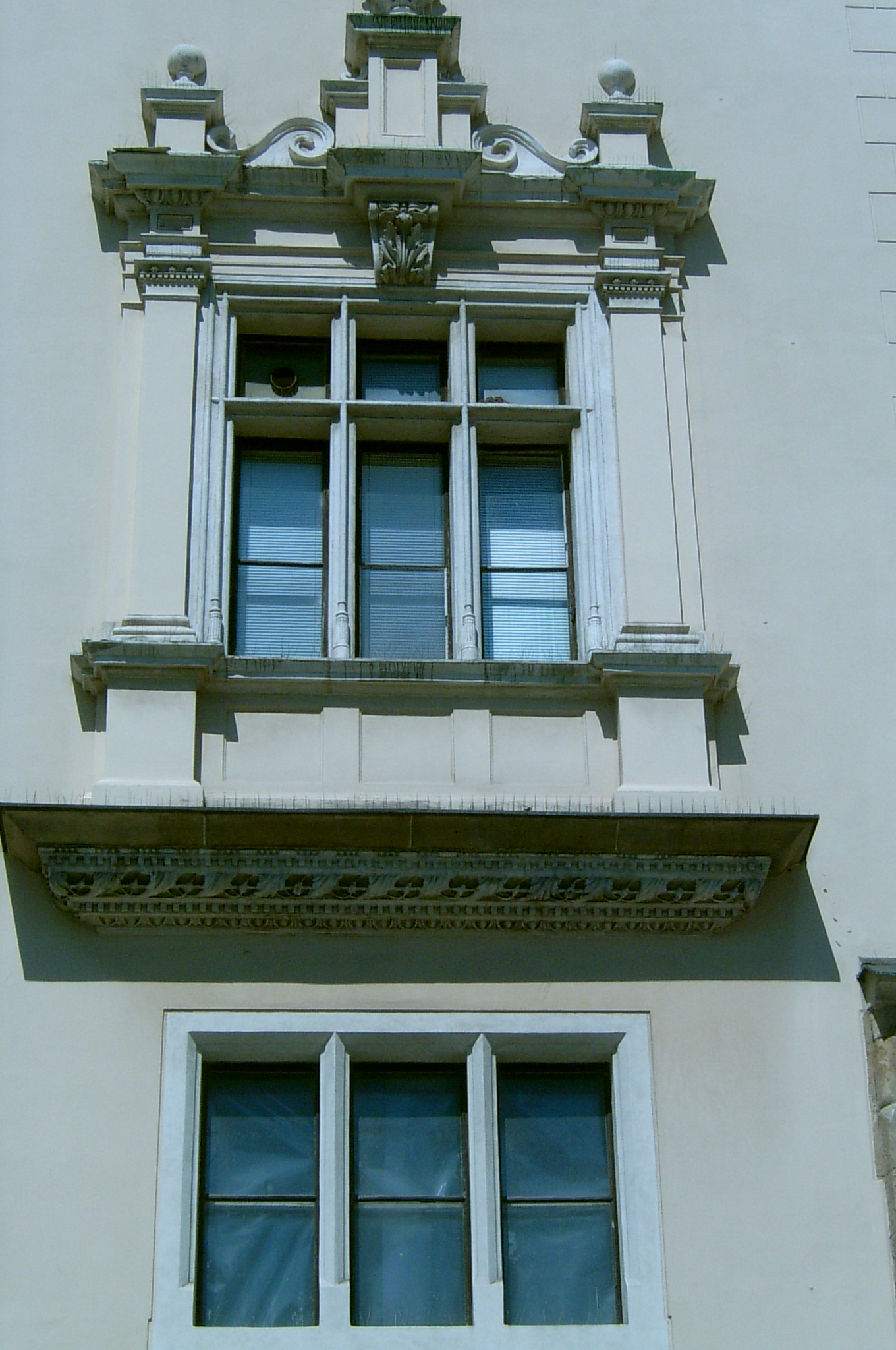
A dalt, finestra creuada
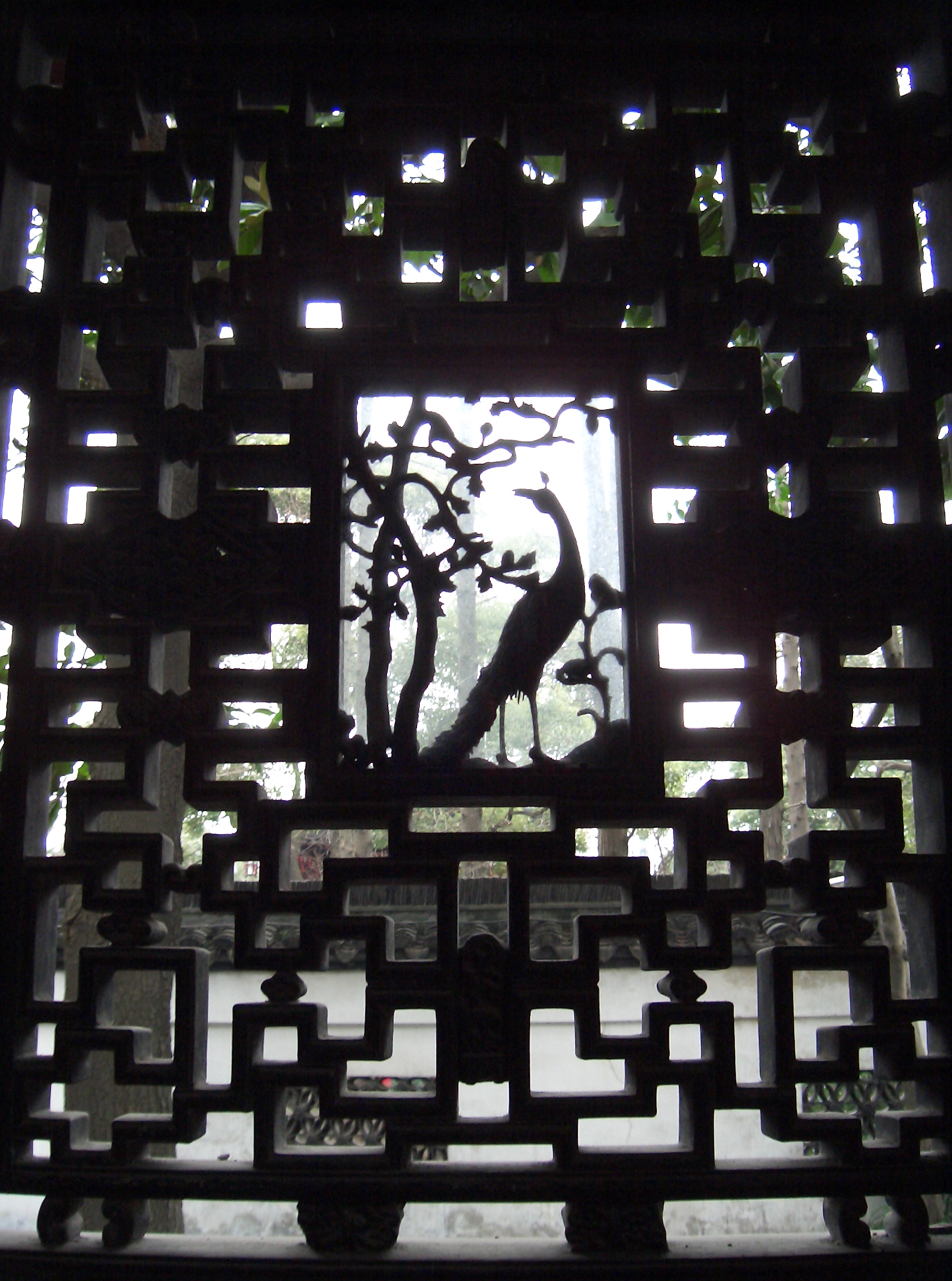
Finestra calada als Jardins Yuyuan (豫园) a Shanghai (China)
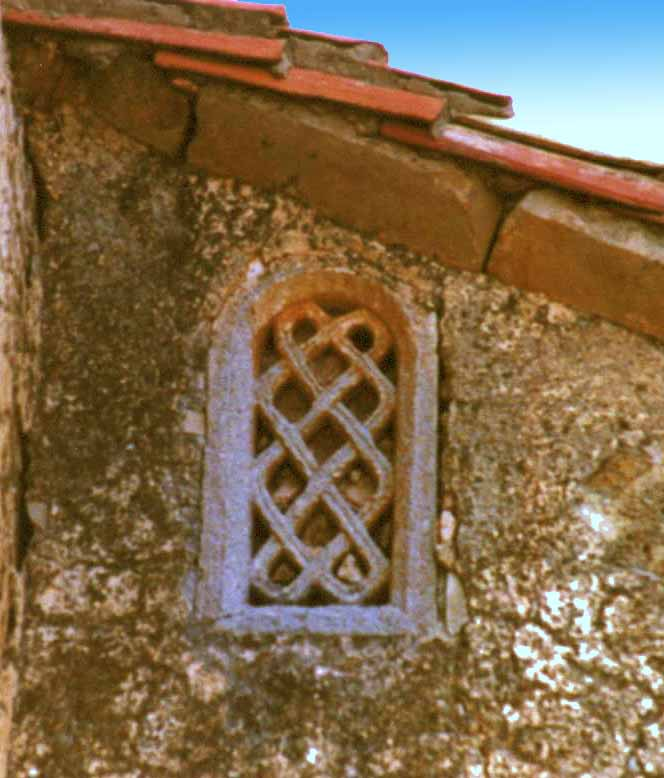
Gelosia (avui dia murada) a Santa María de Caracena (Sòria)
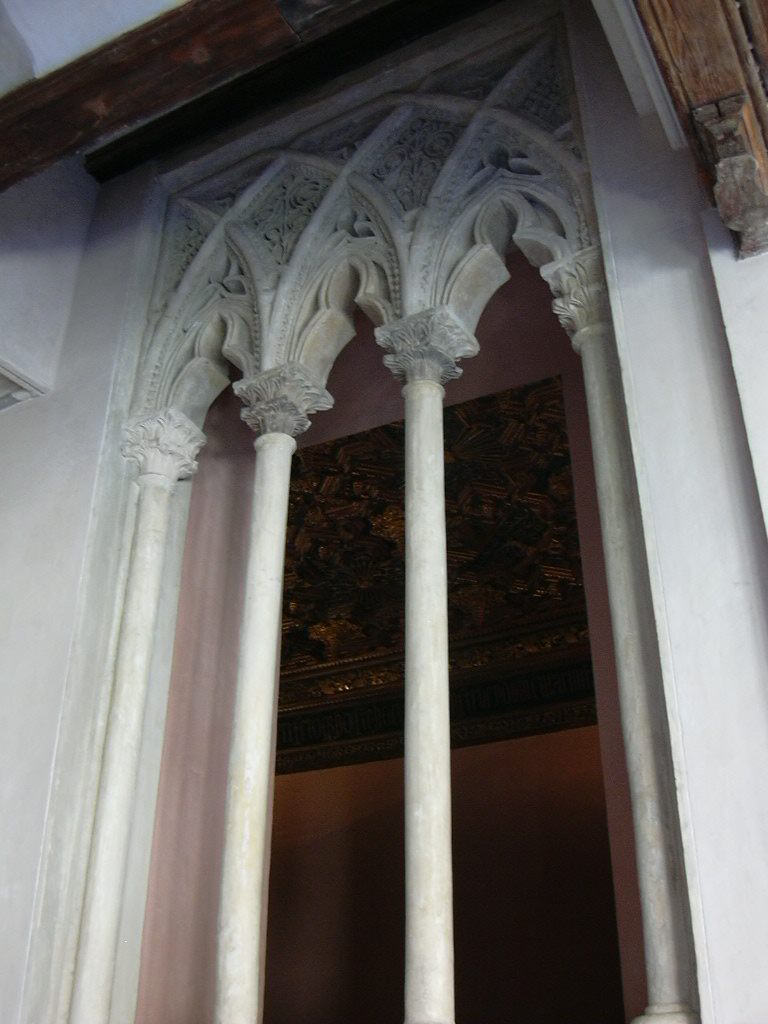
Finestra gòtica a La Aljafería a Saragossa
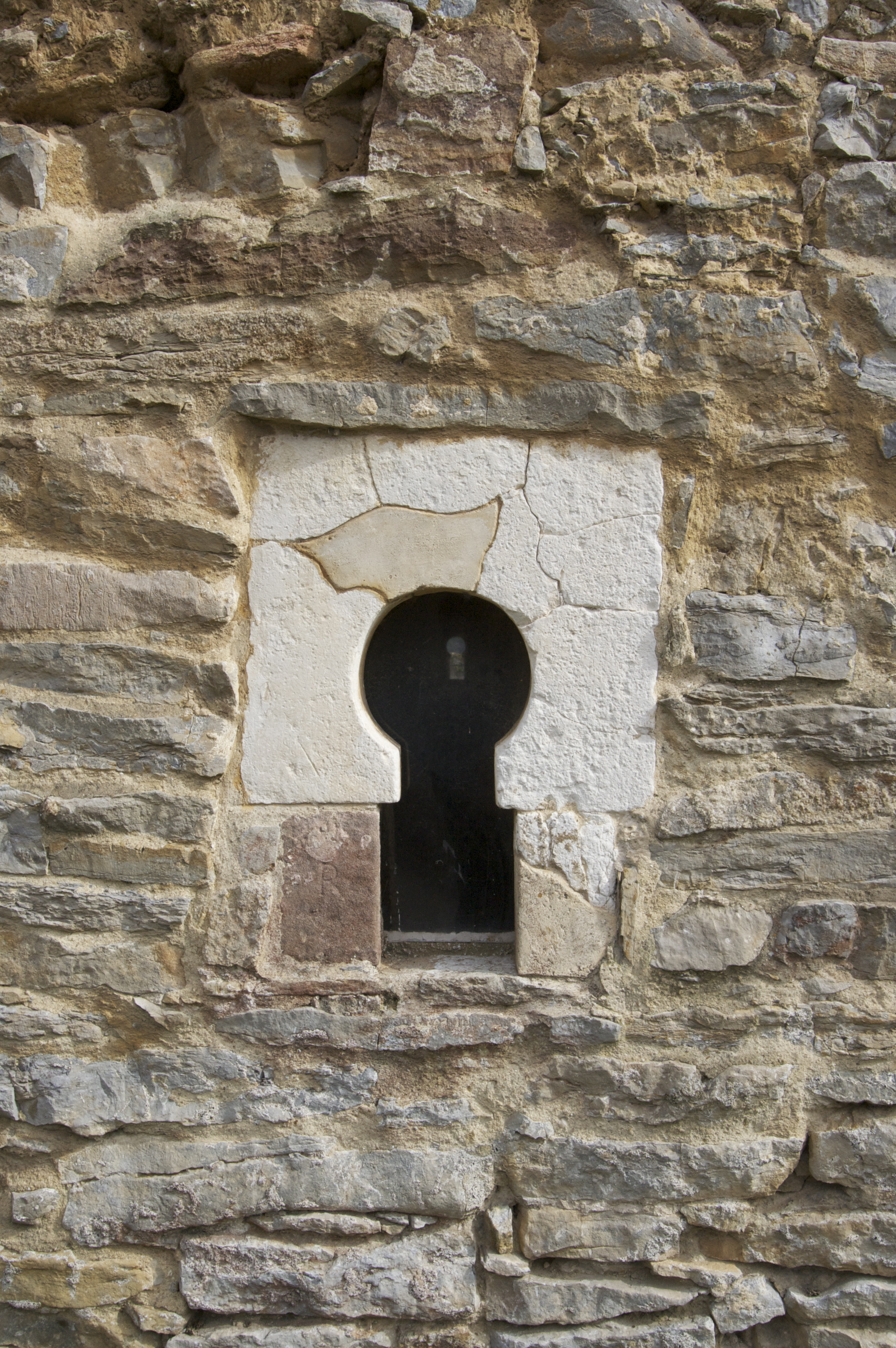
Finestra preromànica (s. VIII) a Santianes de Pravia (Astúries).

## La finestra en la cultura
A les primeres ciutats les finestres servien per a evacuar els excrements, fins que les normes d'higiene i urbanisme van prohibir-ho, mentre s'instal·lava clavegueram i inodors a les cases. "Aigua va!" era el crit per a alertar els vianants que es llençava orina, com apareix en nombroses obres literàries medievals i modernes. Antigament, de vegades en comptes de vidre podien tenir un encerat ço és un tela o paper cobert d'una substància impermeable, per deixar passar la claror i evitar el passatge de l'aire.
La finestra, amb el balcó, té un paper important en la literatura galant, ja que és l'indret on la noia surt de casa per ser vista per l'amant o la via d'entrada d'ell a la nit (com passa a Romeu i Julieta). Les tunes i cançons dels mariatxi tenen com a objectiu justament que la dona tregui el cap per la finestra i es deixi veure.
Les finestres servien d'aparadors per a les botigues i van anar creixent fins a tocar amb el vidre a terra, de forma que es veiés al màxim el producte interior, fins a arribar als vidres actuals, que en els locals comercials fan de paret transparent. La decoració dels aparadors és un dels reclams de la botiga, publicitat directa. El creixement d'aquestes finestres-aparadors a vegades ha donat lloc a impostos especials.
A les esglésies i les cases de luxe les finestres estan dotades de gran ornament, com vitralls i arcs o escultures adossades. Als edificis religiosos completaven els ensenyaments dels frescos murals amb imatges de les Escriptures, especialment en el gòtic. En el judaisme, serveixen per a col·locar el menorah o canelobre ritual.